# Bradenstoke
Bradenstoke – wieś w Anglii, w hrabstwie Wiltshire, w dystrykcie (unitary authority) Wiltshire. Leży 51 km na północ od miasta Salisbury i 130 km na zachód od Londynu. Bradenstoke jest wspomniana w Domesday Book (1086) jako Bradenestoch(e).